# Kożuun tierie-cholski
Kużuun tierie-cholski (ros. Тере-Хольский кожуун) – kożuun (jednostka podziału administracyjnego w Tuwie, odpowiadająca rejonowi w innych częściach Rosji) we wschodniej części autonomicznej rosyjskiej republiki Tuwy.
Kużuun tierie-cholski zamieszkuje 1832 mieszkańców (1 stycznia 2006 r.); całą populację stanowi ludność wiejska, gdyż na tym obszarze nie ma miast. Jest to kożuun o najmniejszej w Tuwie liczbie ludności. Powstał w 2003 r. w wyniku wydzielenia części obszaru kożuunu kyzyłskiego.
Ośrodkiem administracyjnym tej jednostki podziału terytorialnego jest wieś Kungurtug.